# 張哲瀚
張 哲瀚（チャン・ジャーハン、1991年5月11日 - ）は、中華人民共和国の俳優・歌手。江西省新余市渝水区出身。

## 経歴
1991年5月11日、江西省新余市渝水区で生まれる。2008年に上海戯劇学院に入学。
2010年、『怎麼会愛上你』でテレビドラマ初出演。2012年、『詭愛』で映画初出演を果たした。2014年には陸毅・袁姍姍が主演する『宮鎖連城』に孫合礼役として出演。同年、金庸の武侠小説『神鵰剣俠』を脚色したドラマ『神雕侠侶 〜天翔ける愛〜』で耶律斉役を演じた。2015年に放送された『琅琊榜 〜麒麟の才子、風雲起こす〜』では、主人公の幼少期を演じた。同年には于正監督の『ハンシュク〜皇帝の女傅』に出演。2016年、李一桐と『半妖傾城』で共演した。2017年には陳暁・袁姍姍が主演する『雲巓之上』に柯洛役として出演。2018年の『芸汐〈ユンシー〉伝 〜乱世をかける永遠の愛〜』では鞠婧禕と共演した。2019年、『烈火英雄』に鄭志で出演。2020年、鞠婧禕と『如意芳霏』で再共演した。2021年、『山河令』では主役の周子舒(阿絮)を演じ一躍有名になった。
ドラマの主題歌だけでなく、自ら作詞作曲に携わり、多くの音楽作品を残している。(作品欄参考)
2020年10月　「我遇見我」初コンサート
2023年5月10日-11日　「洪荒劇場」 in タイ・バンコク  初めての海外コンサート 

## 争議事件ー813事件
2021年8月、数年前に東京の乃木神社で友人の結婚式に参列し、デヴィ・スカルノ夫人と記念写真を撮った事を暴露され、中国のネットユーザーの不満を引き起こした。
友人はこの騒動について、「自分は日本で生活する中国人で、結婚式場の歴史も来賓の背景も調べておらず、友人に迷惑かけた事を詫びる」とSNSで謝罪した。
その後、数年前に千鳥ヶ淵−靖国神社界隈で桜を背景に撮った写真が中国ネットで暴露され、激しくバッシングを受けた。
張哲瀚はこれについて自身のweiboで「自分は旅行が好きで、過去の写真に写った外国の建物や景観ついて歴史知識が欠如している事を恥ずかしく思う。今後は良く歴史を勉強し言動を正す。自分は中国人で、中国を侮辱する発言は一度もしなかった」と謝罪したが、バッシングは止まなかった。
8月13日当日、事実確認もないまま、ネットに煽られるがままに、複数の政府メディアが「靖国神社の歴史を忘れるのは根本的な問題で、無知では済まされない」と批判した。張哲瀚は数十社のスポンサーを一気に失い、事実上中国芸能界から追放された。
8月15日、中国の唯一のソーシャルメディアであるweiboからアカウントを削除される。以降、事件について触れる事は許されず、張哲瀚の名前はネット上で禁止事項となった。
2021年11月　中国演出行業協会が発表した「劣性芸能人リスト」に載せらせる。(民間協会。張哲瀚は会員じゃない)
2021年12月　審査者、審査基準、すべてが不透明な上、一民間協会にそんな権限があっていいものかを巡ってweibo上で大論争を引き起こした。
この協会は多くの大手民間会社やメディアと結びつきがあり、その社会的制裁力は法にも勝る。協会資金や責任者について多くの疑惑があり、内部腐敗が強く疑われている。協会側はすべての疑惑に対し沈黙を保ち続けている。
2021年12月24日　北京警察にて、「張哲瀚被诽谤案」ー「張哲瀚誹謗中傷事件」の被害届が受理され、刑事案件としての捜査が始まる。同時に民事訴訟も進行中である。地方警察では被害届が受理されなかった。
2022年1月、事件後初めて張哲瀚へのインタビュー録音が公開される。「友人と一緒に花見をしただけで、神社参拝も参観もしていない。 また、友人の結婚式で日本の芸能人としてデビー夫人を紹介され、友好の象徴として芸能人同士で記念写真を撮ろうと誘われて撮った 」とネット上の中傷やデマを否定した。
2022年4月30日、自身の公式インスタグラム(@ zhangzhehan_super3  ※青い認証マーク付き：インスタ運営側による本人確認済み) にて手書きの手紙を公開し、山河令のもう一人の主演とは全く連絡を取り合っていない事、相手が勝手に自分のイメージを宣伝に使い続けてきたことを告白した。家族や友人へに誹謗中傷をやめて欲しいとも述べた。
更に5月4日、事件の真相を告白する映像をインスタに公開した。813事件は悪性競争によるもので、背後に山河令のもう一人の主演が絡んでいる事を明言した。
(張哲瀚インスタ@zhangzhehan_super3 参照)[6]
【手紙和訳】ーーーーーーーーーーーー
皆さんこんにちは、張哲瀚です
すみません、まだこんな形でしか皆さんに会うことができません。
応援してくれている各方面の全ての人に感謝します。あなた達の信頼と応援があるからこそ、私はここまで頑張ってこれました。あなた達のおかげで、正義は必ず訪れると強く信じられるようになりました。
私ともう一人の山河令の主演をとても好きになってくれたファングループの存在を知っています。その好きは、心からのものだと信じています。その好きを尊重するために、以下の事実を述べさせてください。
１、私と前同僚は、ドラマの撮影および仕事以外のプライベートでの交流は一切ありません。2021年6月以来、何の連絡もありません。
２、去年の8月以降、相手の宣伝活動に、私の存在を彷彿させるような要素をちらほら見かけましたが、私には理解できません。干渉する力もありませんでした。このことについて、背後に何らかの操作があるのか、時間が教えてくれると信じています。同時に、皆さんの善意と判断力も信じています。
３、この手紙を読んだ皆さんには、最低限の常識と理性を保ってほしいと願います。何らかの勢力に扇動されたり騙されたりせず、私の家族や、闇から引っ張り出してくれた家族同様の友人達を傷つけないでほしいです。
私はこれからも、恩を忘れることなく、強い中国人であり続けます。そして社会に恩返しできるよう頑張ります。
張哲瀚
2022年4月21日
※チャンジャーハン公式インスタグラム　４月３０日投稿より和訳
本人投稿のリンク先はこちら
【チャンジャーハンインスタグラム2022年5月4日投稿映像の和訳】ーーーーーーーーーーーー
張哲瀚です。
手書きの手紙、すでに読んだと思います。多くの友人、そして各方面の方々に励まされてきました。皆さんには感謝しています。この件で、一人の友人の言葉を思い出しました。「人生とは一つの大きな鍋のよう。鍋底にいる時、どの方向に向かって進んでも、全ては上向きである。」この話を聞いて、少し内容を加えようと思いました。
何を加えるかというと、鍋底から上に向かって進もうとする時、鍋に油を注ぎ続ける人がいて、そのせいで滑りまくって、苦しむ。私を鍋底に落とし、そして油を注ぎ続ける人が誰なのか？言うまでもなく、皆さんはすでにお分かりだと思います。
バラエティ番組に出るのに、私の小さい頃の写真を勝手に使いCP(カップル)ファンを煽るような人、常識を疑ってしまいます。
友達同士、助け合うのは当たり前だと思ってきました。そうすることで、より遠くへ進めると思うから。
役者という職業を１０何年間やってきました。一緒に仕事をしてきた同業者は多くいます。彼らとの関係性に関わらず、たとえライバルであっても、互いを尊重し合うことで、高め合ってきました。
もちろん、多くの先輩方の助けも得てきました。その唯一の目的は、皆さんのためにより良い作品を残すため。前にインタビューで答えたことがありますが、人気が出たからと言って、より良い生活を送れているわけではない、人気がなかった時、生活の質が悪かったとも言えない、と。
もしかしたら、人気と利益こそが、罪の源なのかもしれません。世の中、みな自分の利益のために動いています。しかし、多くの資金を注ぎ、一人の青年、一つの家庭、一つの団体の尊厳ないし生命を犠牲し、一人の愛国青年の政治的立場についてデマを広げる人がいるということを、私は予想だにしなかった。
百度（中国のウィキペディア）を改ざんし、営業号（宣伝のプロ業者）や大量な水軍（営業号が持つ多くのウェイボアカウント）を利用し、政府メディアを騙し、ファンを煽動し、未成年に同性CP(カップル)への愛着を持たせる。
ドラマの人気が問題ではありません。問題があるのは、良心を持たない、利益しか頭にない人たち。
今、私は立ち直りつつあります。私は前のまま、何も変わっていません。人生の全ての段階で、私は最善を尽くしました。自分の傷を癒すため、文章を書き始めました。私のために泣いてくれた人たちのために、心理学も勉強し始めました。自分を照らし、君をも照らすために。ギターを習い始め、さまざまな分野で自分を高めようと思っています。カラオケには行けないけれど、好きな歌を習ったり、ギターを弾きながら歌ったり、漢詩を勉強したり、いつか素敵な歌詞を書くために。
実はすでにいくつかの曲を書きました（作詞作曲）。近い未来、皆さんに披露できると思います。
何を着てもC Pファンを煽ることになるのなら、自分で服をデザインしようと思いました。私を好きになってくれて、応援してくれる人たちが、私に会いたい私の声を聞きたいのであれば、私は躊躇いなく君たちに歩み寄ります。
それでも目覚めたくない人たち、私たちの縁はここまで、としか言いようがありません。ちゃんと生きて、君たちの願いが叶いますように。多くの愛を、両親に伝えられますように。スターを追っかけることに溺れないように。
目覚めたくないという選択も、君たちの自由だ。でも、私の家族と友人を傷つけないでほしいです。
現実というのは、夢ではない。傷をつければ、痛いと感じます。因果応報、利益を得ようとする悪意のある人たちは、必ず報いを受けると信じています。
人生というのは、順風満帆ではないし、障害が全くないわけでもない。だが、やましいことが何もなく、胸を張れるような人生を送りたい。
一緒に頑張ろう、強く信じよう。Find your voice!
※チャンジャーハン公式インスタ5月4日投稿　動画より和訳
本人映像が公開されたインスタ投稿リンク先はこちら

## 中国外で、歌手として芸能活動を再開
2022年3月、自身のファッションブランドEHZZを立ち上げ、新作を着たグラビア写真などをインスタグラムで公開するなどして徐々に活動を始め、ついに、歌手活動で芸能活動を再開した。中国内では、芸能活動ができない状態が続いているため、中国外での活動再開となった。
2022年12月15日、1stアルバム「深藍者（ディープブルー）」の製作を発表。同日、その１stシングル「憂傷的晴朗（Melancholy Sunshine）」をリリースした。iTunesワールドチャートで1位を獲得した。以降、自身が作詞作曲した「途」「人生海海」「変成星星照亮你」を含む、全7曲のシングルがリリースされた。
2023年4月には、2ndアルバム「曼荼羅」のリリースを発表。「紺」「銀」「碧」「晴」という4テーマで構成されたこのアルバムからは、自身初の全歌詞が英語の曲「信者 Believer」「月夜的名 Moonlight」2曲を含む、全9曲をリリースした。
同年5月には、タイ・バンコクで、初のコンサートを開催。「洪荒劇場」と名付けられたコンサートは、2023年5月10日-11日の2日間行われた。また9月には、マレーシア・クアラルンプールでもコンサートを開催した。
2023年11月25日、チャンジャーハンは、シンガポールの「YES 933トレンディ・ミュージック・フェスティバル2023」に招待され、自身が作詞・作曲した曲「人生海海」で、年間ゴールデンソングを獲得、同フェスティバルの「年間歌手10人」に選ばれた。このフェスティバルの翌日には、同地シンガポールで、自身初のファンミーティングが開催され、その後12月にバンコクでもファンミーティングが開催された。
2024年2月16日、中国・香港で「洪荒劇場」コンサートが開催され、15,000人近い観客が集まって、春節を祝った。
2024年4月には、自身が初監督したドキュメンタリー映画『8月』が公式YouTubeで公開され、公開から3か月足らずで300万回再生を達成した。
2024年5月8日、チャンジャーハンは3rdアルバム「拾荒者」のリリースを開始。同日リリースされた、1stシングル「Can You Hear Me 」は、iTunesワールドチャートで1位を獲得。2024年5月、台湾の「2024 HITO POP MUSIC AWARDS」で「最も人気のある新人賞」を受賞。6月には「KKBOX 今年の最も人気のある歌手トップ100」を受賞した。
歌手活動と並行して、７月にマレーシア、オーストラリアでファンミーティングを開催。１１月には韓国ソウルで、「チャンジャーハン2024コンサート洪荒劇場Ⅱ」を開催する。
また、チャンジャーハンのドキュメンタリー映画『8月』は、９月に、レッド・ムービー・アワード2024年夏季最優秀脚本賞を受賞、10月2日にはアムステルダムARFF国際映画祭「2024年の最優秀ドキュメンタリー賞」を受賞し、11月30日に開催される現地での授賞式への参加が予定されている。
また、11月8日に、マドリード映画賞（MADFA- 2024/25）で 第11回「最優秀中長編映画賞」受賞した。

## 出演作品

### 楽曲
| 年度           | 曲名                              | 備考                                                                                                |
| -------------- | --------------------------------- | --------------------------------------------------------------------------------------------------- |
| 2019年         | 光                                | 作詞：張哲瀚                                                                                        |
|                | 上海的雨                          | 作詞：張哲瀚                                                                                        |
|                | 转身                              | 作詞：張哲瀚                                                                                        |
| 2020年10月11日 | 我遇見我                          | 作詞：唐恬                                                                                          |
|                | 不説                              | 作詞：張哲瀚                                                                                        |
|                | 説好了                            | 作詞：張哲瀚                                                                                        |
| 2021年3月24日  | 心若向陽                          | |
| 2021年5月8日   | 環绕                              | |
| 2021年5月      | 孤夢                              | ドラマ＜山河令＞                                                                                    |
|                | 天涯客                            | ドラマ＜山河令＞                                                                                    |
| 2021年6月      | 摩天輪是傻瓜                      | 作詞：唐恬 映画＜燃野少年的天空＞主題歌                                                             |
| 2021年7月      | 紅船                              | 映画＜紅船＞                                                                                        |
| 2022年12月15日 | 憂傷的晴朗 Melancholy Sunshine    | アルバム「深藍者」 iTunes世界チャート1位、オリコン5位                                               |
| 2022年12月22日 | 遊侠 Knight Errant                | アルバム「深藍者」 作詞：張哲瀚 iTunes世界チャート1位、オリコン3位                                  |
| 2023年1月14日  | 途 Journey                        | アルバム「深藍者」 作詞作曲：張哲瀚 iTunes世界チャート10位                                          |
| 2023年1月26日  | 洪荒劇場 Primordial Theater       | アルバム「深藍者」 作詞：張哲瀚 iTunes世界チャート2位、オリコン9位                                  |
| 2023年2月14日  | 氷川消失那天 Lost Glacier         | アルバム「深藍者」 iTunes世界チャート2位、オリコン11位、hitoプレミアクリック人気賞                  |
| 2023年3月18日  | 人生海海 Magnificent Life         | アルバム「深藍者」 作詞作曲：張哲瀚 iTunes世界チャート3位、オリコン14位                             |
| 2023年4月14日  | 変成星星照亮你 Stars Light You Up | アルバム「深藍者」 作詞作曲：張哲瀚 iTunes世界チャート2位                                           |
| 2023年４月14日 | 1stアルバム「深藍者」             | シングルリリースしてきた収録曲をおさめたデジタルアルバム「深藍者」を発売 iTunesワールドチャート２位 |
| 2023年4月26日  | 曼陀羅 Datura                     | アルバム「曼陀羅・紺」iTunes世界チャート2位                                                         |
| 2023年5月8日   | 信者 Believer                     | アルバム「曼荼羅・紺」iTunes世界チャート2位                                                         |
| 2023年5月21日  | 月夜的名 Moonlight                | アルバム「曼陀羅・紺」iTunes世界チャート1位                                                         |
| 2023年6月21日  | 馬上就離開 Time To Leave          | アルバム「曼陀羅・銀」 iTunes世界チャート1 位                                                       |
| 2023年8月８日  | 未完成的旅行 Unfinished Journey   | アルバム「曼荼羅・銀」 作詞作曲：張哲瀚 iTunes世界チャート１位                                      |
| 2023年9月6日   | PRESSURE 迫                       | アルバム「曼荼羅・碧」iTunes世界チャート１位                                                        |
| 2023年9月25日  | 追 Chase                          | アルバム「曼荼羅・碧」iTunes世界チャート1位                                                         |
| 2023年12月18日 | 壞 Bad                            | アルバム「曼荼羅・碧」作詞：張哲瀚 iTunes世界チャート1位                                            |
| 2024年2月2日   | 頭號玩家 No.1 Player              | アルバム「曼荼羅・晴」作詞作曲 張哲瀚 iTunes世界チャート1位                                         |
| 2024年2月５日  | ２ndアルバム「曼荼羅」            | 曼荼羅４部作「紺・銀・碧・晴」を網羅したデジタルアルバムをリリース。iTunesワールドチャート１位。    |
| 2024年5月8日   | Can You Hear Me 聑                | アルバム「拾荒者」 作詞：張哲瀚 iTunes世界チャート1位、オリコン17位                                 |
| 2024年6月6日   | 無礙 Unchained                    | アルバム「拾荒者」 作詞作曲：張哲瀚 iTunes世界チャート1位、オリコン11位                             |
| 2024年8月5日   | Going Off 了                      | アルバム「拾荒者」 iTunes世界チャート1位、オリコン11位                                              |
| 2024年10月1日  | 90s                               | アルバム「拾荒者」 iTunes世界チャート1位                                                            |
| 2024年11月11日 | 慢走不送 Next                     | アルバム「拾荒者」 iTunes世界チャート13位                                                           |
| 2025年1月23日  | Lost in London                    | アルバム「拾荒者」 作詞：張哲瀚 iTunes世界チャート6位、オリコン18位                                 |
| 2025年4月15日  | 地球陌生人 Earth Stranger         | アルバム「拾荒者」 作詞：張哲瀚 iTunes世界チャート9位                                               |
| 2025年6月28日  | WU                                | アルバム「拾荒者」 作曲：張哲瀚 iTunes世界チャート6位                                               |

### 映画
| 年度 | 題名                      | 役名   | 備考 |
| ---- | ------------------------- | ------ | --- |
| 2012 | 詭愛                      | 李明炎 | |
| 2019 | BRAVE ブレイブ 大都市焼失 | 鄭志   | |
| 2021 | 1921                      | 蕭子升 | |
| 2024 | 八月                      | 本人役 | 張哲瀚監督デビュードキュメンタリー映画 |
| 2024 | 八月                      | 本人役 | ARFF Amsterdam Official May 2024 Selection ARFF GLOBE AWARD                                                                                            |
| 2024 | 八月                      | 本人役 | Red Movie Rewards 2024 Summer Edition 最優秀脚本賞 |
| 2024 | 八月                      | 本人役 | ARFF アムステルダム 2024 年次賞 最優秀ドキュメンタリ                                                                                                   |
| 2024 | 八月                      | 本人役 | MADFA 2024/25 11th Edition 最優秀ハーフレングス映画賞                                                                                                  |
| 2024 | 八月                      | 本人役 | マインドフィールド映画祭 • アルバカーキ (隔月コンペティション - 2024 年 11 月/12 月) 最優秀ドキュメンタリー映画: ダイヤモンド賞 最優秀監督: プラチナ賞 |
| 2024 | 八月                      | 本人役 | Accolade Global Film Competition: Awards of Excellence - Special Mention                                                                               |

### テレビドラマ
| 年度 | 題名                                           | 役名           | 備考                                                                                      |
| ---- | ---------------------------------------------- | -------------- | ----------------------------------------------------------------------------------------- |
| 2010 | 怎麼会愛上你                                   | 夏誉希         |                                                                                           |
| 2013 | 我為宮狂                                       | 小浩           |                                                                                           |
| 2014 | 宮鎖連城                                       | 孫合礼         |                                                                                           |
| 2014 | 犀利仁師                                       | 金仁彬         |                                                                                           |
| 2014 | 美人制造 〜唐の美容整形医〜                    | 裴雲天         |                                                                                           |
| 2014 | 神雕侠侶 〜天翔ける愛〜                        | 耶律斉         |                                                                                           |
| 2014 | 我為宮狂2                                      | 宮浩           |                                                                                           |
| 2015 | 雲中歌 〜愛を奏でる〜                          | 劉胥           |                                                                                           |
| 2015 | 琅琊榜 〜麒麟の才子、風雲起こす〜              | 少年林殊       |                                                                                           |
| 2015 | ハンシュク〜皇帝の女傅                         | 衛英           |                                                                                           |
| 2016 | 動漫英雄春季版                                 | 張偉           |                                                                                           |
| 2016 | 解密                                           | 韓冰           |                                                                                           |
| 2016 | 半妖傾城                                       | 明夏           |                                                                                           |
| 2016 | 歓喜密探                                       | 店小二         |                                                                                           |
| 2016 | 美人為餡                                       | 夢境三男神の一 |                                                                                           |
| 2016 | 半妖傾城2                                      | 明夏           |                                                                                           |
| 2016 | 時光之城                                       | 顧持鈞         | LALATVで2023年12月27日(水)から放送された。邦題は「時間の都市 ～ロマンスはいつも予想外～」 |
| 2017 | 雲巓之上                                       | 柯洛           |                                                                                           |
| 2018 | 芸汐伝 〜乱世をかける永遠の愛〜                | 龍非夜         |                                                                                           |
| 2020 | マイ・ヒーリング・ガーデン〜僕の恋する葡萄園〜 | 張泯           |                                                                                           |
| 2020 | 如意芳霏〜夢紡ぐ恋の道〜                       | 徐晋           |                                                                                           |
| 2021 | 山河令                                         | 周子舒 (阿絮)  | ≪山河令≫は、2021年8月12日から日本有料視聴サイトwowowで放送された。                        |